# Liste der Biografien/Borl
Liste der Biografien |
Portal Biografien |
Personensuche
# |
A |
B |
C |
D |
E |
F |
G |
H |
I |
J |
K |
L |
M |
N |
O |
P |
Q |
R |
S |
T |
U |
V |
W |
X |
Y |
Z |
?
 
Ba |
Be |
Bd |
Bg |
Bh |
Bi |
Bj |
Bl |
Bm |
Bn |
Bo |
Br |
Bs |
Bu |
Bw |
By |
Bz
 
Boa–Boc |
Bod |
Boe |
Bof |
Bog |
Boh |
Boi–Bok |
Bol |
Bom |
Bon |
Boo |
Bop |
Boq |
Bor |
Bos |
Bot |
Bou |
Bov–Boz
 
Bora |
Borb |
Borc |
Bord |
Bore |
Borg |
Borh |
Bori |
Borj |
Bork |
Borl |
Borm |
Born |
Boro |
Borq |
Borr |
Bors |
Bort |
Boru |
Borv |
Borw |
Bory |
Borz
Die Liste der Biografien führt alle Personen auf, die in der deutschsprachigen Wikipedia einen Artikel haben. Dieses ist eine Teilliste mit 38 Einträgen von Personen, deren Namen mit den Buchstaben „Borl“ beginnt.

## Borl

### Borla
- Borlach, Johann Gottfried (1687–1768), deutscher Geologe und Bergwerksgründer
- Borlai, Gergő (* 1978), ungarischer Jazz- und Fusionmusiker (Schlagzeug, Arrangement)
- Borlan, Attila Georg (* 1968), deutscher Schauspieler
- Borland, Adrian (1957–1999), britischer Songtexter und Sänger
- Borland, Carroll (1914–1994), US-amerikanische Schauspielerin
- Borland, Charles junior (1786–1852), US-amerikanischer Jurist und Politiker
- Borland, Chris (* 1990), US-amerikanischer American-Football-Spieler
- Borland, Christine (* 1965), schottische Künstlerin und Hochschullehrerin
- Borland, Hal (1900–1978), US-amerikanischer Schriftsteller
- Borland, James (1910–1970), britischer Eishockeyspieler
- Borland, Solon (1808–1864), US-amerikanischer Politiker (Demokratische Partei)
- Borland, Wes (* 1975), US-amerikanischer GitarristWes Borland (* 1975)

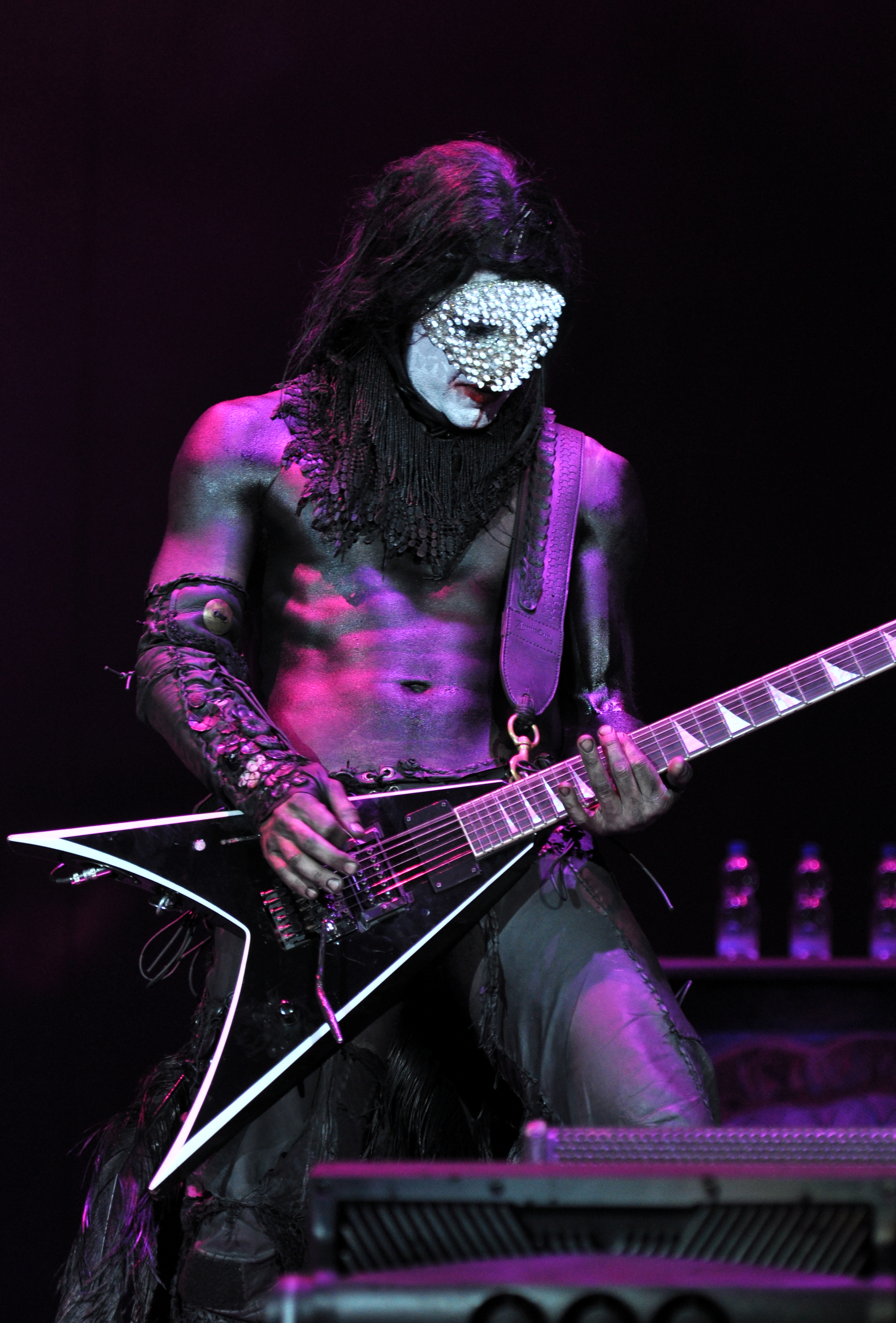
Wes Borland (* 1975)

- Borland, William (* 1996), schottischer Dartspieler
- Borland, William Patterson (1867–1919), US-amerikanischer Politiker
- Borlase, Nancy (1914–2006), australische Malerin
- Borlase, William (1695–1772), englischer Altertums- und Naturforscher
- Borlase, William Copeland (1848–1899), englischer Antiquar und Parlamentsmitglied
- Borlatti, Andreas (1776–1859), französischer und preußischer Kommunalpolitiker
- Borlaug, Norman (1914–2009), US-amerikanischer Agrarwissenschaftler, Friedensnobelpreisträger

### Borle
- Borle, William (1869–1948), Schweizer Industrieller und Forschungsreisender
- Borlée, Dylan (* 1992), belgischer Leichtathlet
- Borlée, Jacques (* 1957), belgischer Leichtathletiktrainer
- Borlée, Jonathan (* 1988), belgischer Leichtathlet
- Borlée, Kévin (* 1988), belgischer Leichtathlet
- Borlée, Olivia (* 1986), belgische Leichtathletin
- Borlein, Gregory (* 1993), deutscher Schauspieler und Maler
- Borlein, Laura (* 1995), deutsche Schauspielerin
- Borlenghi, Aldo (1913–1976), italienischer Dichter, Italianist und Literaturwissenschaftler
- Borlenghi, Matt (* 1967), italienisch-US-amerikanischer Schauspieler

### Borli
- Borlik, Michael (* 1975), deutscher Schriftsteller
- Börlin, Ernst (1905–1975), Schweizer Politiker (FDP)
- Börlin, Jean (1893–1930), schwedischer Ballett-Tänzer und Choreograf
- Borlinghaus, Walter (1906–1945), deutscher Politiker (NSDAP), MdR
- Borlisch, Hans (1909–1979), deutscher Kirchenmusiker und Kapellmeister

### Borlo
- Borlongan, Jeremiah (* 1998), philippinischer Fußballspieler
- Borloo, Jean-Louis (* 1951), französischer Politiker, MdEP
- Borlot, Yaimeisi (* 1991), kubanische Sprinterin
- Borloz, Frédéric (* 1966), Schweizer Politiker